# Full sysselsättning
Full sysselsättning innebär att de personer som i ett samhälle vill arbeta får tillgång till en anställning med bra arbetsvillkor, utan att behöva vara ofrivilligt arbetslösa.
Det finns flera definitioner av full sysselsättning, men vanligtvis gäller att arbetslösheten inte får överskrida ett visst antal procent. Tre procent arbetslöshet innebar enligt den engelske nationalekonomen William Beveridge i boken Full Employment in a Free Society från 1944, att den enda arbetslöshet som förekommer är så kallad omsättningsarbetslöshet, sådan som uppstår när anställda flyttar mellan olika jobb. Detta innebär att den cykliska arbetslösheten hålls nere med hjälp av ekonomisk reglering. I Sverige kompletterades detta även med beredskapsarbeten.
Full sysselsättning har varit ett politiskt mål för vissa politiska partier, organisationer och experter, bland annat keynesianska ekonomer och delar av arbetarrörelsen. Sverige hade full sysselsättning som ett delmål i uppbyggnaden av välfärdssamhället på 1900-talet genom Rehn–Meidner-modellen, utformad av LO-ekonomerna Gösta Rehn och Rudolf Meidner. Syftena med full sysselsättning är att undvika lönedumpning, eliminera kostnader för inkomstförsäkring och upprätthålla efterfrågan på marknaden genom att fler människor får råd att konsumera.
Kritik mot målet om full sysselsättning handlar bland annat om att det skulle minska arbetsgivarens makt över de anställda och därigenom driva upp arbetsgivarens lönekostnader och därmed inflation, enligt teorier som Phillipskurvan och NAIRU.
Enligt LO:s definition är full sysselsättning en av "de fem fackliga värnen", som skyddar kollektivavtalet på svensk arbetsmarknad. De övriga fyra värnen är: Aktiv arbetsmarknadspolitik, hög arbetslöshetskassa, ett starkt anställningsskydd samt rikstäckande kollektivavtal.